# Коэффициент трансформации
Коэффициент трансформации трансформатора — это величина, выражающая масштабирующую (преобразовательную) характеристику трансформатора относительно какого-нибудь параметра электрической цепи (напряжения, силы тока, сопротивления и т. д.).
Для силовых трансформаторов ГОСТ 16110-82 определяет коэффициент трансформации как «отношение напряжений на зажимах двух обмоток в режиме холостого хода» и «принимается равным отношению чисел их витков»:п. 9.1.7.

## Общие сведения
Термин «масштабирование» используется в описании вместо термина «преобразование» с целью акцентировать внимание на том, что трансформаторы не преобразовывают один вид энергии в другой, и даже не один из параметров электрической сети в другой параметр (как иногда привыкли говорить о преобразовании, например, напряжения в ток понижающими трансформаторами). Преобразование — это всего лишь изменение значения какого-либо из параметров цепи в сторону увеличения или уменьшения. И хотя такие преобразования затрагивают практически все параметры электроцепи, принято выделять из них самый «главный» и с ним связывать термин коэффициента трансформации. Это выделение обосновывается функциональным назначением трансформатора, схемой включения к питающей стороне и т.д.

### Масштабирование напряжения
Для трансформаторов с параллельным подключением первичной обмотки к источнику энергии интересует, как правило, масштабирование в отношении напряжения, а значит, коэффициент трансформации k выражает отношение первичного (входного) и вторичного (выходного) напряжений:
{\displaystyle k={\frac {U_{1}}{U_{2}}}={\frac {\varepsilon \cdot N_{1}+I_{1}\cdot R_{1}}{\varepsilon \cdot N_{2}-I_{2}\cdot R_{2}}}},
где
- {\displaystyle U_{1}}, {\displaystyle U_{2}} — входное и выходное напряжения соответственно;
- {\displaystyle \varepsilon } — ЭДС, наводимая в каждом витке любой обмотки данного трансформатора;
- {\displaystyle N_{1}}, {\displaystyle N_{2}} — число витков первичной и вторичной обмоток;
- {\displaystyle I_{1}}, {\displaystyle I_{2}} — токи в первичной и вторичной цепях трансформатора;
- {\displaystyle R_{1}}, {\displaystyle R_{2}} — активные сопротивления обмоток.

Если пренебречь потерями в обмотках, то есть {\displaystyle R_{1}}, {\displaystyle R_{2}} считать равными нулю, то
{\displaystyle k={\frac {U_{1}}{U_{2}}}={\frac {N_{1}}{N_{2}}}}.
Такие трансформаторы ещё называют трансформаторами напряжения.

### Масштабирование силы тока
Для трансформаторов с последовательным подключением первичной обмотки к источнику энергии вычисляют масштабирование в отношении силы тока, то есть коэффициент трансформации k выражает отношение первичного (входного) и вторичного (выходного) токов:
{\displaystyle k={\frac {I_{1}}{I_{2}}}}
Кроме того эти токи связаны ещё одной зависимостью
{\displaystyle I_{1}\cdot N_{1}=I_{2}\cdot N_{2}+I_{0}},
где
- {\displaystyle I_{1}}, {\displaystyle I_{2}} — токи в первичной и вторичной цепях трансформатора;
- {\displaystyle N_{2}}, {\displaystyle N_{1}} — число витков первичной и вторичной обмоток;
- {\displaystyle I_{0}} — ток «холостого хода», состоящий из тока намагничивания и активных потерь в магнитопроводе.

Если пренебречь всеми потерями намагничивания и нагрева магнитопровода, то есть {\displaystyle I_{0}} считать равным нулю, то
{\displaystyle I_{1}\cdot N_{1}=I_{2}\cdot N_{2}} => {\displaystyle {\frac {I_{1}}{I_{2}}}={\frac {N_{2}}{N_{1}}}}
{\displaystyle k={\frac {I_{1}}{I_{2}}}={\frac {N_{2}}{N_{1}}}}
Такие трансформаторы ещё называют трансформаторами тока.

### Масштабирование сопротивления
Ещё одно из применений трансформаторов с параллельным подключением первичной обмотки к источнику энергии — масштабирование сопротивления.
Этот вариант используется, когда не интересует непосредственно само изменение напряжения или тока, а требуется подключить к источнику энергии нагрузку с входным сопротивлением, значительно отличающимся от величин, предъявляемых этим источником.
Например, выходные каскады звуковых усилителей мощности требуют нагрузочное сопротивление выше, чем имеют низкоомные динамики. Другой пример — высокочастотные устройства, для которых равенство волновых сопротивлений источника и нагрузки позволяет получить максимальную выделяемую мощность в нагрузке. И даже сварочные трансформаторы, по сути, являются преобразователями сопротивления в большей мере чем напряжения, поскольку последнее служит для повышения безопасности работ, а первое является требованием к сопротивлению нагрузки электрических сетей. Хотя сварщику может быть и не важно, каким образом была получена из сети требуемая тепловая энергия для нагрева металла, но вполне понятно, что практически «короткое замыкание» в сети не приветствуется энергоснабжающей стороной.
Соответственно, можно сказать, что масштабирование сопротивления предназначено для передачи мощности из источника в любую нагрузку наиболее «цивилизованным» способом, без «шоковых» режимов для источника и с минимальными потерями (например, если сравнивать трансформаторное масштабирование и простое повышение сопротивления нагрузки с помощью последовательного балластного сопротивления, которое «съест» значительную долю энергии у источника).
Принцип расчета такого масштабирования тоже основан на передаче мощности, а именно, на условном равенстве мощностей: потребляемой трансформатором из первичной цепи (от источника) и отдаваемой во вторичную (нагрузке), пренебрегая потерями внутри трансформатора.
{\displaystyle S_{1}=S_{2}+\Delta S},
где
- {\displaystyle S_{1}}, {\displaystyle S_{2}} — мощности соответственно потребляемая и отдаваемая трансформатором;
- {\displaystyle \Delta S} — потери в самом трансформаторе (в среднем 1-2 % от {\displaystyle S_{1}}), которыми можно пренебречь в данном случае.

{\displaystyle S_{1}=U_{1}\cdot I_{1}={\frac {U_{1}^{2}}{Z_{1}}}} ….. {\displaystyle S_{2}=U_{2}\cdot I_{2}={\frac {U_{2}^{2}}{Z_{2}}}},
где
- {\displaystyle Z_{1}}, {\displaystyle Z_{2}} — входное сопротивление трансформатора вместе с нагрузкой относительно его первичной цепи и входное сопротивление нагрузки во вторичной цепи соответственно (то есть первое — это нагрузка для источника энергии при наличии трансформатора, второе — при отсутствии);

{\displaystyle S_{1}=S_{2}} => {\displaystyle {\frac {U_{1}^{2}}{Z_{1}}}={\frac {U_{2}^{2}}{Z_{2}}}} => {\displaystyle {\frac {U_{1}^{2}}{U_{2}^{2}}}={\frac {Z_{1}}{Z_{2}}}=k_{Z}=k_{U}^{2}}
Как видно выше, коэффициент трансформации по сопротивлению равен квадрату коэффициента трансформации по напряжению.
Такие трансформаторы иногда называют согласующими (особенно в радиотехнике).

### Итоговые замечания
Несмотря на различия в схемах включения, принцип работы самого трансформатора не изменяется и, соответственно, все зависимости напряжений и токов внутри трансформатора будут такими, как показано выше. То есть даже трансформатор тока кроме своей «главной» задачи масштабировать силу тока будет иметь зависимости первичных и вторичных напряжений такие же, как если бы он был трансформатором напряжения, и вносить в последовательную цепь, в которую он включен, сопротивление своей нагрузки, изменённое по принципу согласующего трансформатора.
Следует также помнить, что токи, напряжения, сопротивления и мощности в переменных цепях имеют кроме абсолютных значений ещё и сдвиг фаз, поэтому в расчетах (в том числе и вышеприведенных формулах) они являются векторными величинами. Это не так бывает важно учитывать для коэффициента трансформации трансформаторов общетехнического назначения, с невысокими требованиями по точности преобразования, но имеет огромное значение для измерительных трансформаторов токов и напряжений.
Для любого параметра масштабирования, если {\displaystyle k<1}, то трансформатор можно назвать повышающим; в обратном случае — понижающим. Однако ГОСТ 16110-82:п. 9.1.7 не знает такого разграничения: «В двухобмоточном трансформаторе коэффициент трансформации равен отношению высшего напряжения к низшему», то есть коэффициент трансформации всегда больше единицы.

## Дополнительные сведения

### Особенность учета витков
Трансформаторы передают энергию из первичной цепи во вторичную посредством магнитного поля. За редким исключением так называемых «воздушных трансформаторов», передача магнитного поля осуществляется по специальным магнитопроводам (из электротехнической стали, например, или других ферромагнитных веществ) с магнитной проницаемостью намного большей, чем у воздуха или вакуума. Это концентрирует магнитные силовые линии в теле магнитопровода, уменьшая магнитное рассеивание, а кроме того, усиливает плотность магнитного потока (индукцию) в этой части пространства, занятой магнитопроводом. Последнее приводит к усилению магнитного поля и меньшему потреблению тока «холостого хода», то есть меньшим потерям.
Как известно из курса физики, магнитные силовые линии — концентричные и замкнутые сами на себя «кольца», охватывающие проводник с током. Прямой проводник с током охватывается кольцами магнитного поля по всей длине. Если проводник изогнуть, то кольца магнитного поля с разных участков длины проводника сближаются на внутренней стороне изгиба (подобно витковой пружине, изогнутой набок, с прижатыми витками внутри и растянутыми снаружи изгиба). Этот шаг позволяет увеличить концентрацию силовых линий внутри изгиба и соответственно усилить магнитное поле в той части пространства. Ещё лучше изогнуть проводник кольцом, и тогда все магнитные линии распределенные по длине окружности «собьются в кучку» внутри кольца. Такой шаг называется созданием витка проводника с током.
Все вышеописанное очень хорошо подходит для трансформаторов без сердечника (либо других случаев с относительно однородной магнитной средой вокруг витков), но абсолютно бесполезно при наличии магнитных замкнутых сердечников, которые, к сожалению, по геометрическим причинам никак не могут заполнить все пространство вокруг обмотки трансформатора. И поэтому, магнитные силовые линии, охватывающие виток обмотки трансформатора находятся в неравных условиях по периметру витка. Одним силовым линиям «повезло» больше, и они проходят только по облегченному маршруту магнитопроводника, другим же приходится часть пути проходить по сердечнику (внутри витка), а остальную по воздуху, для создания замкнутого силового «кольца». Магнитное сопротивление воздуха почти гасит такие линии поля и соответственно нивелирует наличие той части витка, которая породила эту магнитную линию.
Из всего вышесказанного и отображенного на рисунке существует вывод — в работе трансформатора с замкнутым ферромагнитопроводом принимает участие не весь виток, а только небольшая часть, которая полностью окружена этим магнитопроводом. Или другими словами — основной магнитный поток, проходящий через замкнутый сердечник трансформатора создается только той частью провода, которая проходит сквозь «окно» этого сердечника. Рисунок показывает, что для создания 2-х «витков» достаточно дважды пропустить провод с током через «окно» магнитопровода, экономя при этом на обмотке.